# Deuxième circonscription du Cantal
La deuxième circonscription du Cantal est l'une des deux circonscriptions législatives françaises que compte le département du Cantal (15) situé en région Auvergne-Rhône-Alpes.

## Description géographique et démographique

### De 1958 à 1986
La deuxième circonscription du Cantal était composée de :
- Canton d'Allanche
- Canton de Champs-sur-Tarentaine
- Canton de Chaudes-Aigues
- Canton de Condat
- Canton de Massiac
- Canton de Mauriac
- Canton de Murat
- Canton de Pierrefort
- Canton de Riom-ès-Montagnes
- Canton de Ruines
- Canton de Saignes
- Canton de Saint-Flour-Nord
- Canton de Saint-Flour-Sud

### Depuis 1988
La deuxième circonscription du Cantal est délimitée par le découpage électoral de la loi n°86-1197 du 24 novembre 1986
.
Elle coïncide avec les deux arrondissements de Mauriac et de Saint-Flour réunis. Elle regroupe donc les cantons suivants :
- canton de Mauriac : 20 communes ;
- canton de Murat : 22 communes ;
- canton de Naucelles : 2 communes[b], les 14 autres faisant partie de la première circonscription du Cantal ;
- canton de Neuvéglise-sur-Truyère : 27 communes ;
- canton de Riom-ès-Montagnes : 23 communes ;
- canton de Saint-Flour-1 : 23 communes + fraction de Saint-Flour ;
- canton de Saint-Flour-2 : 16 communes + fraction de Saint-Flour ;
- canton d'Ydes : 19 communes.

La population totale de la circonscription est celle des deux arrondissement de Mauriac et de Saint-Flour, soit 61 989 habitants en 2019.

## Historique des députations
| Législature | Début de mandat   | Fin de mandat    | Député           | Parti politique | Parti politique | Observation |
| ----------- | ----------------- | ---------------- | ---------------- | --------------- | --------------- | --- |
| Ire         | 9 décembre 1958   | 9 octobre 1962   | Jean Sagette     |                 | UNR             | Conseiller général du canton de Saint-Flour-Sud (1955-1967) Mandat écourté à la suite d'une dissolution parlementaire décidée par Charles de Gaulle.                  |
| IIe         | 6 décembre 1962   | 2 avril 1967     | Jean Sagette     |                 | UNR             | |
| IIIe        | 3 avril 1967      | 6 mai 1967       | Georges Pompidou |                 | UD-Ve           | Membre du Conseil constitutionnel (1959-1962) Remplacé à partir du 6 mai 1967 par Jean Sagette à la suite de sa nomination comme Premier ministre le 5 avril 1967.    |
| IIIe        | 7 mai 1967        | 30 mai 1968      | Jean Sagette     |                 | UD-Ve           | Mandat écourté à la suite d'une dissolution parlementaire décidée par Charles de Gaulle.                                                                              |
| IVe         | 11 juillet 1968   | 15 juin 1969     | Georges Pompidou |                 | UDR             | Démissionne le 15 juin 1969, à la suite de son élection comme président de la République.                                                                             |
| IVe         | 22 septembre 1969 | 1er avril 1973   | Pierre Raynal    |                 | UDR             | Maire de Chaudes-Aigues (1953-1995) Conseiller général du canton de Chaudes-Aigues (1949-1992)                                                                        |
| Ve          | 2 avril 1973      | 2 avril 1978     | Pierre Raynal    |                 | UDR             | |
| VIe         | 3 avril 1978      | 22 mai 1981      | Pierre Raynal    |                 | RPR             | Mandat écourté à la suite d'une dissolution parlementaire décidée par François Mitterrand.                                                                            |
| VIIe        | 2 juillet 1981    | 1er avril 1986   | Pierre Raynal    |                 | RPR             | |
| IXe         | 23 juin 1988      | 1er avril 1993   | Pierre Raynal    |                 | RPR             | |
| Xe          | 2 avril 1993      | 21 avril 1997    | Alain Marleix    |                 | RPR             | Député européen (1985-1993) Conseiller général du canton de Massiac (1988-2015) Mandat écourté à la suite d'une dissolution parlementaire décidée par Jacques Chirac. |
| XIe         | 12 juin 1997      | 18 juin 2002     | Alain Marleix    |                 | RPR             | Maire de Massiac (1995-2008) |
| XIIe        | 19 juin 2002      | 19 juin 2007     | Alain Marleix    |                 | UMP             | |
| XIIIe       | 20 juin 2007      | 19 juillet 2007  | Alain Marleix    |                 | UMP             | Nommé Secrétaire d'État à la Défense le 19 juin 2007, il est remplacé par Jean-Yves Bony.                                                                             |
| XIIIe       | 20 juillet 2007   | 14 décembre 2010 | Jean-Yves Bony   |                 | UMP             | Maire d'Ally (2001-2017) Conseiller général du canton de Pleaux (2001-2015)                                                                                           |
| XIIIe       | 14 décembre 2010  | 19 juin 2012     | Alain Marleix    |                 | UMP             | Conseiller régional d'Auvergne (2010-2015) |
| XIVe        | 20 juin 2012      | 20 juin 2017     | Alain Marleix    |                 | UMP puis LR     | Conseiller régional d'Auvergne-Rhône-Alpes (2016-2021) |
| XVe         | 21 juin 2017      | 21 juin 2022     | Jean-Yves Bony   |                 | LR              | Conseiller départemental du canton de Mauriac (2015-) |
| XVIe        | 22 juin 2022      | 9 juin 2024      | Jean-Yves Bony   |                 | LR              | Mandat écourté à la suite d'une dissolution parlementaire décidée par Emmanuel Macron.                                                                                |
| XVIIe       | 8 juillet 2024    | en cours         | Jean-Yves Bony   |                 | LR              | |

## Historique des élections

### Élections de 1958
| Candidat       | Candidat         | Parti          | Premier tour | Premier tour | Second tour | Second tour |  |
| Candidat       | Candidat         | Parti          | Voix         | %            | Voix        | %           |  |
| -------------- | ---------------- | -------------- | ------------ | ------------ | ----------- | ----------- |  |
|                | Camille Laurens  | CNIP           | 11 117       | 29,58        | 13 111      | 33,77       |  |
|                | Jean Sagette élu | UNR            | 9 182        | 24,43        | 21 697      | 55,88       |  |
|                | Henri Joannon    | MRP            | 9 150        | 24,35        | Retrait     | Retrait     |  |
|                | Fernand Bardy    | SFIO           | 4 127        | 10,98        | Retrait     | Retrait     |  |
|                | Louis Taurant    | PCF            | 4 007        | 10,66        | 4 021       | 10,36       |  |
|                |                  |                |              |              |             |             |  |
| Inscrits       | Inscrits         | Inscrits       | 56 275       | 100,00       | 56 271      | 100,00      |  |
| Abstentions    | Abstentions      | Abstentions    | 17 812       | 31,65        | 16 788      | 29,83       |  |
| Votants        | Votants          | Votants        | 38 463       | 68,35        | 39 483      | 70,17       |  |
| Blancs et nuls | Blancs et nuls   | Blancs et nuls | 880          | 2,29         | 654         | 1,66        |  |
| Exprimés       | Exprimés         | Exprimés       | 37 583       | 97,71        | 38 829      | 98,34       |  |

Jean Peyrac, commerçant et propriétaire à Riom-ès-Montagnes, était le suppléant de Jean Sagette.

### Élections de 1962
| Candidat       | Candidat                   | Parti          | Premier tour | Premier tour | Second tour | Second tour |  |
| Candidat       | Candidat                   | Parti          | Voix         | %            | Voix        | %           |  |
| -------------- | -------------------------- | -------------- | ------------ | ------------ | ----------- | ----------- |  |
|                | Jean Sagette sortant réélu | UNR-UDT        | 13 318       | 44,2         | 19 492      | 57,45       |  |
|                | Roger Besse                | CNIP           | 5 489        | 18,22        | 8 453       | 24,92       |  |
|                | Richard Chaput             | MRP            | 4 851        | 16,1         | Retrait     | Retrait     |  |
|                | Louis Taurant              | PCF            | 3 868        | 12,84        | 5 981       | 17,63       |  |
|                | Henri Bardy                | SFIO           | 2 608        | 8,65         | Retrait     | Retrait     |  |
|                |                            |                |              |              |             |             |  |
| Inscrits       | Inscrits                   | Inscrits       | 54 675       | 100,00       | 54 671      | 100,00      |  |
| Abstentions    | Abstentions                | Abstentions    | 23 932       | 43,77        | 20 017      | 36,61       |  |
| Votants        | Votants                    | Votants        | 30 743       | 56,23        | 34 654      | 63,39       |  |
| Blancs et nuls | Blancs et nuls             | Blancs et nuls | 609          | 1,98         | 728         | 2,1         |  |
| Exprimés       | Exprimés                   | Exprimés       | 30 134       | 98,02        | 33 926      | 97,9        |  |

Jean Peyrac, négociant, était suppléant de Jean Sagette.

### Élections de 1967
|                | Georges Pompidou élu | UD-Ve          | 25 392 | 62,26  |  |  |  |
|                | Maurice Montel       | Radical        | 6 600  | 16,18  |  |  |  |
|                | Louis Taurant        | PCF            | 4 198  | 10,29  |  |  |  |
|                | Richard Chaput       | CD (PDM)       | 2 284  | 5,6    |  |  |  |
|                | Gabriel Irondelle    | CIR (FGDS)     | 1 963  | 4,81   |  |  |  |
|                | Charles Bonnet       | ARLP           | 345    | 0,85   |  |  |  |
|                |                      |                |        |        |  |  |  |
| Inscrits       | Inscrits             | Inscrits       | 50 757 | 100,00 |  |  |  |
| Abstentions    | Abstentions          | Abstentions    | 9 570  | 18,85  |  |  |  |
| Votants        | Votants              | Votants        | 41 187 | 81,15  |  |  |  |
| Blancs et nuls | Blancs et nuls       | Blancs et nuls | 405    | 0,98   |  |  |  |
| Exprimés       | Exprimés             | Exprimés       | 40 782 | 99,02  |  |  |  |

Jean Sagette, député sortant, était le suppléant de Georges Pompidou. Jean Sagette remplaça Georges Pompidou, nommé Premier ministre, du 7 mai 1967 au 30 mai 1968.

### Élections de 1968
|                | Georges Pompidou sortant réélu | UDR (URP)      | 30 129 | 80,1   |  |  |  |
|                | Louis Taurant                  | PCF            | 7 487  | 19,9   |  |  |  |
|                |                                |                |        |        |  |  |  |
| Inscrits       | Inscrits                       | Inscrits       | 52 290 | 100,00 |  |  |  |
| Abstentions    | Abstentions                    | Abstentions    | 12 518 | 23,94  |  |  |  |
| Votants        | Votants                        | Votants        | 39 772 | 76,06  |  |  |  |
| Blancs et nuls | Blancs et nuls                 | Blancs et nuls | 2 156  | 5,42   |  |  |  |
| Exprimés       | Exprimés                       | Exprimés       | 37 616 | 94,58  |  |  |  |

Pierre Raynal, médecin, conseiller général du canton de Chaudes-Aigues, maire de Chaudes-Aigues, était le suppléant de Georges Pompidou.

### Élection partielle du 21 septembre 1969
Élection provoquée par l'élection à la Présidence de la République de Georges Pompidou.
| | Pierre Raynal élu      | UDR            | 19 956 | 70,17  |  |  |  |
| | Jean-Baptiste Delpirou | PSU            | 4 541  | 15,97  |  |  |  |
| | Louis Taurant          | PCF            | 3 943  | 13,86  |  |  |  |
| |                        |                |        |        |  |  |  |
| Inscrits | Inscrits               | Inscrits       | 52 452 | 100,00 |  |  |  |
| Abstentions | Abstentions            | Abstentions    | 23 302 | 44,43  |  |  |  |
| Votants | Votants                | Votants        | 29 150 | 55,57  |  |  |  |
| Blancs et nuls | Blancs et nuls         | Blancs et nuls | 710    | 2,44   |  |  |  |
| Exprimés | Exprimés               | Exprimés       | 28 440 | 97,56  |  |  |  |
| Source : France, Ministère de l'intérieur. Les Elections législatives . Métropole., la Documentation française, 1974 (lire en ligne) |                        |                |        |        |  |  |  |

La candidature de l'abbé Delpirou pour le PSU souleva des polémiques.
Réf. https://www.lemonde.fr/archives/article/1969/09/10/le-cas-de-l-abbe-delpirou-candidat-p-s-u_2431259_1819218.html ; 
https://www.lemonde.fr/archives/article/1969/09/05/la-candidature-d-un-ecclesiastique-est-desavouee-par-l-episcopat_2433799_1819218.html

### Élections de 1973
|                | Pierre Raynal sortant réélu | UDR (URP)      | 25 313 | 66,48  |  |  |  |
|                | René Souchon                | PS (UGSD)      | 7 052  | 18,52  |  |  |  |
|                | Louis Taurant               | PCF            | 5 712  | 15     |  |  |  |
|                |                             |                |        |        |  |  |  |
| Inscrits       | Inscrits                    | Inscrits       | 52 591 | 100,00 |  |  |  |
| Abstentions    | Abstentions                 | Abstentions    | 13 146 | 25     |  |  |  |
| Votants        | Votants                     | Votants        | 39 445 | 75     |  |  |  |
| Blancs et nuls | Blancs et nuls              | Blancs et nuls | 1 368  | 3,47   |  |  |  |
| Exprimés       | Exprimés                    | Exprimés       | 38 077 | 96,53  |  |  |  |

Pierre Charlanne, agriculteur, maire de Jaleyrac, conseiller général du canton de Mauriac, était le suppléant de Pierre Raynal.

### Élections de 1978
|                | Pierre Raynal sortant réélu | RPR            | 27 518 | 61,55  |  |  |  |
|                | Yves Debord                 | PS             | 8 536  | 19,09  |  |  |  |
|                | Alain Cousin                | PCF            | 5 629  | 12,59  |  |  |  |
|                | Alexandre Andraud           | Divers         | 1 736  | 3,88   |  |  |  |
|                | André Jouve                 | LO             | 1 286  | 2,88   |  |  |  |
|                |                             |                |        |        |  |  |  |
| Inscrits       | Inscrits                    | Inscrits       | 56 298 | 100,00 |  |  |  |
| Abstentions    | Abstentions                 | Abstentions    | 10 811 | 19,2   |  |  |  |
| Votants        | Votants                     | Votants        | 45 487 | 80,8   |  |  |  |
| Blancs et nuls | Blancs et nuls              | Blancs et nuls | 782    | 1,72   |  |  |  |
| Exprimés       | Exprimés                    | Exprimés       | 44 705 | 98,28  |  |  |  |

Pierre Charlanne était le suppléant de Pierre Raynal.

### Élections de 1981
|                | Pierre Raynal sortant réélu | RPR (UNM)      | 24 846 | 62,39  |  |  |  |
|                | Yves Debord                 | PS             | 12 121 | 30,43  |  |  |  |
|                | Élie Maisonneuve            | PCF            | 2 858  | 7,18   |  |  |  |
|                |                             |                |        |        |  |  |  |
| Inscrits       | Inscrits                    | Inscrits       | 56 240 | 100,00 |  |  |  |
| Abstentions    | Abstentions                 | Abstentions    | 15 947 | 28,36  |  |  |  |
| Votants        | Votants                     | Votants        | 40 293 | 71,64  |  |  |  |
| Blancs et nuls | Blancs et nuls              | Blancs et nuls | 468    | 1,16   |  |  |  |
| Exprimés       | Exprimés                    | Exprimés       | 39 825 | 98,84  |  |  |  |

Pierre Charlanne était le suppléant de Pierre Raynal.

### Élections de 1986
Les élections législatives françaises de 1986 ont eu lieu le 16 mars 1986.
Proportionnelle par département, pas de député par circonscription.
Pierre Raynal élu avec 56,02 %, et René Souchon (équivalent 1re circonscription) avec 35,40 %.

### Élections de 1988
|                | Pierre Raynal sortant réélu | RPR (URC)      | 26 231 | 60,31  |  |  |  |
|                | Daniel Vendries             | PS             | 9 237  | 21,24  |  |  |  |
|                | Marc Petitjean              | Divers gauche  | 4 469  | 10,27  |  |  |  |
|                | Clément Besombes            | PCF            | 2 565  | 5,9    |  |  |  |
|                | Jacques Deschanel           | FN             | 994    | 2,29   |  |  |  |
|                |                             |                |        |        |  |  |  |
| Inscrits       | Inscrits                    | Inscrits       | 63 222 | 100,00 |  |  |  |
| Abstentions    | Abstentions                 | Abstentions    | 19 063 | 30,15  |  |  |  |
| Votants        | Votants                     | Votants        | 44 159 | 69,85  |  |  |  |
| Blancs et nuls | Blancs et nuls              | Blancs et nuls | 663    | 1,5    |  |  |  |
| Exprimés       | Exprimés                    | Exprimés       | 43 496 | 98,5   |  |  |  |

Roger Rigaudière, conseiller général du canton de Salers, maire de Saint-Chamant, était le suppléant de Pierre Raynal. Roger Rigaudière est élu sénateur en 1989.

### Élections de 1993
|                | Alain Marleix élu | RPR (UPF)      | 26 478 | 64,92  |  |  |  |
|                | Marc Petitjean    | Divers gauche  | 4 414  | 10,82  |  |  |  |
|                | Laurent Tellier   | PS (ADFP)      | 3 303  | 8,1    |  |  |  |
|                | Alice Brugue      | FN             | 2 354  | 5,77   |  |  |  |
|                | Jean-Pierre Roume | PCF            | 2 210  | 5,42   |  |  |  |
|                | Lionel Feuillas   | Les Verts (EÉ) | 2 028  | 4,97   |  |  |  |
|                |                   |                |        |        |  |  |  |
| Inscrits       | Inscrits          | Inscrits       | 62 271 | 100,00 |  |  |  |
| Abstentions    | Abstentions       | Abstentions    | 19 256 | 30,92  |  |  |  |
| Votants        | Votants           | Votants        | 43 015 | 69,08  |  |  |  |
| Blancs et nuls | Blancs et nuls    | Blancs et nuls | 2 228  | 5,18   |  |  |  |
| Exprimés       | Exprimés          | Exprimés       | 40 787 | 94,82  |  |  |  |

Jean Chanut, Vice-président du conseil général, conseiller général du canton de Pleaux, maire de Pleaux, était le suppléant d'Alain Marleix.

### Élections de 1997
|                | Alain Marleix sortant réélu | RPR            | 22 115 | 55,79  |  |  |  |
|                | Marc Petitjean              | PRS (PS)       | 9 912  | 25,01  |  |  |  |
|                | Marinette Audrerie          | PCF            | 3 100  | 7,82   |  |  |  |
|                | Alice Brugue                | FN             | 2 788  | 7,03   |  |  |  |
|                | Jean Pierre Marchand        | MPF (LDI)      | 1 361  | 3,43   |  |  |  |
|                | Pascal Contejean            | Divers         | 362    | 0,91   |  |  |  |
|                |                             |                |        |        |  |  |  |
| Inscrits       | Inscrits                    | Inscrits       | 60 585 | 100,00 |  |  |  |
| Abstentions    | Abstentions                 | Abstentions    | 18 398 | 30,37  |  |  |  |
| Votants        | Votants                     | Votants        | 42 187 | 69,63  |  |  |  |
| Blancs et nuls | Blancs et nuls              | Blancs et nuls | 2 549  | 6,04   |  |  |  |
| Exprimés       | Exprimés                    | Exprimés       | 39 638 | 93,96  |  |  |  |

Jean Chanut, Vice-président du conseil général, conseiller général du canton de Pleaux, maire de Pleaux, était le suppléant d'Alain Marleix.

### Élections de 2002
|                | Alain Marleix sortant réélu | UMP            | 22 249 | 55,96  |  |  |  |
|                | Nicole Gouéffic-Collange    | PS             | 5 805  | 14,6   |  |  |  |
|                | Louis Galtier               | Divers droite  | 4 783  | 12,03  |  |  |  |
|                | Marc Petitjean              | Divers gauche  | 2 454  | 6,17   |  |  |  |
|                | Colette Gadiot              | FN             | 1 465  | 3,68   |  |  |  |
|                | Marinette Audrerie          | PCF            | 921    | 2,32   |  |  |  |
|                | Christian Odwa              | Extrême droite | 854    | 2,15   |  |  |  |
|                | Martine Rembert             | Les Verts      | 603    | 1,52   |  |  |  |
|                | Amanda Helleu               | LO             | 385    | 0,97   |  |  |  |
|                | Alice Brugue                | MNR            | 242    | 0,61   |  |  |  |
|                |                             |                |        |        |  |  |  |
| Inscrits       | Inscrits                    | Inscrits       | 59 842 | 100,00 |  |  |  |
| Abstentions    | Abstentions                 | Abstentions    | 19 389 | 32,4   |  |  |  |
| Votants        | Votants                     | Votants        | 40 453 | 67,6   |  |  |  |
| Blancs et nuls | Blancs et nuls              | Blancs et nuls | 692    | 1,71   |  |  |  |
| Exprimés       | Exprimés                    | Exprimés       | 39 761 | 98,29  |  |  |  |

Le suppléant d'Alain Marleix était Jean-Yves Bony, agriculteur, maire d'Ally, conseiller général du canton de Pleaux.

### Élections de 2007
|                | Alain Marleix sortant réélu | UMP            | 23 438 | 63,72  |  |  |  |
|                | Marie-Thérèse Salles        | PS             | 5 404  | 14,69  |  |  |  |
|                | Marc Petitjean              | MRC            | 3 578  | 9,73   |  |  |  |
|                | Jean-Pierre Lagane          | UDF–MoDem      | 1 866  | 5,07   |  |  |  |
|                | Dominique Dumazel           | Les Verts      | 713    | 1,94   |  |  |  |
|                | Liliane Fuchey              | PCF            | 602    | 1,64   |  |  |  |
|                | Michel Fabre                | MÉI            | 525    | 1,43   |  |  |  |
|                | Muriel Monchal              | LO             | 407    | 1,11   |  |  |  |
|                | Jocelyne Vasseur-Delmas     | PT             | 206    | 0,56   |  |  |  |
|                | Pierre Morin                | Divers         | 43     | 0,12   |  |  |  |
|                | Odile Jalenques             | MPF            | 0      | 0      |  |  |  |
|                |                             |                |        |        |  |  |  |
| Inscrits       | Inscrits                    | Inscrits       | 58 700 | 100,00 |  |  |  |
| Abstentions    | Abstentions                 | Abstentions    | 21 088 | 35,93  |  |  |  |
| Votants        | Votants                     | Votants        | 37 612 | 64,07  |  |  |  |
| Blancs et nuls | Blancs et nuls              | Blancs et nuls | 830    | 2,21   |  |  |  |
| Exprimés       | Exprimés                    | Exprimés       | 36 782 | 97,79  |  |  |  |

Le suppléant d'Alain Marleix était Jean-Yves Bony. Jean-Yves Bony remplaça Alain Marleix, nommé membre du gouvernement, du 20 juillet 2007 au 14 décembre 2010.

### Élections de 2012
|                | Alain Marleix sortant réélu | UMP            | 17 688 | 50,24  |  |  |  |
|                | Gérard Salat                | PS             | 12 626 | 35,86  |  |  |  |
|                | Pauline Guibert             | FN (RBM)       | 2 062  | 5,86   |  |  |  |
|                | Henri Coëtmeur              | PCF (FG)       | 707    | 2,01   |  |  |  |
|                | Jean-Claude Wälchli         | Divers droite  | 587    | 1,67   |  |  |  |
|                | Vladimir Tilmant-Tatischeff | MoDem (CpF)    | 570    | 1,62   |  |  |  |
|                | Dominique Dumazel           | EÉLV           | 551    | 1,57   |  |  |  |
|                | Gisèle Argaillot-Ivanov     | DLR            | 167    | 0,47   |  |  |  |
|                | Claude Lo Verde             | AÉI (LFA)      | 133    | 0,38   |  |  |  |
|                | Anne Ducamp                 | LO             | 115    | 0,33   |  |  |  |
|                | Véronique Rolland           | CNIP           | 0      | 0,00   |  |  |  |
|                |                             |                |        |        |  |  |  |
| Inscrits       | Inscrits                    | Inscrits       | 56 422 | 100,00 |  |  |  |
| Abstentions    | Abstentions                 | Abstentions    | 20 719 | 36,72  |  |  |  |
| Votants        | Votants                     | Votants        | 35 703 | 63,28  |  |  |  |
| Blancs et nuls | Blancs et nuls              | Blancs et nuls | 497    | 1,39   |  |  |  |
| Exprimés       | Exprimés                    | Exprimés       | 35 206 | 98,61  |  |  |  |

Le suppléant d'Alain Marleix était Jean-Yves Bony.

### Élections de 2017
| Candidat       | Candidat           | Parti          | Premier tour | Premier tour | Second tour | Second tour |  |
| Candidat       | Candidat           | Parti          | Voix         | %            | Voix        | %           |  |
| -------------- | ------------------ | -------------- | ------------ | ------------ | ----------- | ----------- |  |
|                | Jean-Yves Bony élu | LR (UDC)       | 9 381        | 31,95        | 14 501      | 55,76       |  |
|                | Patricia Roches    | LREM           | 6 929        | 23,60        | 11 504      | 44,24       |  |
|                | Pierre Jarlier     | PRV            | 6 190        | 21,08        |             |             |  |
|                | François Boisset   | PCF            | 1 998        | 6,80         |             |             |  |
|                | Gilles Lacroix     | FN             | 1 766        | 6,01         |             |             |  |
|                | Marc Petitjean     | PS             | 1 258        | 4,28         |             |             |  |
|                | Élise Brugière     | EÉLV           | 818          | 2,79         |             |             |  |
|                | Jérôme Dumas       | DLR            | 351          | 1,20         |             |             |  |
|                | Emmanuel Maillard  | Divers         | 322          | 1,10         |             |             |  |
|                | Anne Ducamp        | LO             | 164          | 0,56         |             |             |  |
|                | Philippe Rousset   | SIEL           | 100          | 0,34         |             |             |  |
|                | Bernadette Pierry  | UPR            | 87           | 0,30         |             |             |  |
|                |                    |                |              |              |             |             |  |
| Inscrits       | Inscrits           | Inscrits       | 54 303       | 100,00       | 54 290      | 100,00      |  |
| Abstentions    | Abstentions        | Abstentions    | 24 278       | 44,71        | 26 229      | 48,31       |  |
| Votants        | Votants            | Votants        | 30 025       | 55,29        | 28 061      | 51,69       |  |
| Blancs et nuls | Blancs et nuls     | Blancs et nuls | 661          | 2,2          | 2 056       | 7,33        |  |
| Exprimés       | Exprimés           | Exprimés       | 29 364       | 97,8         | 26 005      | 92,67       |  |

Le suppléant de Jean-Yves Bony était Alain Marleix, député sortant.

### Élections de 2022
| Candidat       | Candidat                     | Parti             | Premier tour | Premier tour | Second tour | Second tour |  |
| Candidat       | Candidat                     | Parti             | Voix         | %            | Voix        | %           |  |
| -------------- | ---------------------------- | ----------------- | ------------ | ------------ | ----------- | ----------- |  |
|                | Jean-Yves Bony sortant réélu | LR (UDC)          | 10 472       | 37,71        | 15 443      | 70,65       |  |
|                | Martine Guibert              | MoDem (ENS)       | 4 848        | 17,46        | 6 416       | 29,35       |  |
|                | Mélody Morille               | LFI (NUPES)       | 4 534        | 16,33        |             |             |  |
|                | Gilles Lacroix               | RN                | 3 861        | 13,90        |             |             |  |
|                | Louis Toty                   | Divers droite     | 2 967        | 10,68        |             |             |  |
|                | Antoine Cheyrol              | REC               | 796          | 2,87         |             |             |  |
|                | Mona Cheikhi                 | LO                | 285          | 1,03         |             |             |  |
|                | Jean-René Delmoure           | Divers écologiste | 7            | 0,03         |             |             |  |
|                |                              |                   |              |              |             |             |  |
| Inscrits       | Inscrits                     | Inscrits          | 52 867       | 100,00       | 52 857      | 100,00      |  |
| Abstentions    | Abstentions                  | Abstentions       | 24 448       | 46,24        | 28 160      | 53,28       |  |
| Votants        | Votants                      | Votants           | 28 419       | 53,76        | 24 697      | 46,72       |  |
| Blancs et nuls | Blancs et nuls               | Blancs et nuls    | 649          | 2,28         | 2 838       | 11,49       |  |
| Exprimés       | Exprimés                     | Exprimés          | 27 770       | 97,72        | 21 859      | 88,51       |  |

La suppléante de Jean-Yves Bony était Marina Besse, agricultrice, maire de Mentières, conseillère départementale du canton de Saint-Flour-1.

### Élections de 2024
| Candidat                 | Candidat                    | Parti et coalition       | Nuance                   | Premier tour | Premier tour | Second tour | Second tour |
| Candidat                 | Candidat                    | Parti et coalition       | Nuance                   | Voix         | %            | Voix        | %           |
| ------------------------ | --------------------------- | ------------------------ | ------------------------ | ------------ | ------------ | ----------- | ----------- |
|                          | Jean-Yves Bony              | LR (UDC)                 | DVD                      | 12 383       | 34,29        | 21 585      | 60,71       |
|                          | Gilles Lacroix              | RN                       | RN                       | 11 923       | 33,02        | 13 967      | 39,29       |
|                          | Zoé Pébay                   | LFI (NFP)                | UG                       | 4 919        | 13,62        |             |             |
|                          | Louis Toty                  | SE                       | DVD                      | 3 348        | 9,27         |             |             |
|                          | Vladimir Tilmant-Tatischeff | MoDem (ENS)              | ENS                      | 3 019        | 8,36         |             |             |
|                          | Mona Cheikhi                | LO                       | EXG                      | 298          | 0,83         |             |             |
|                          | Pascal Veysset-Rapaport     | REC                      | REC                      | 220          | 0,61         |             |             |
|                          |                             |                          |                          |              |              |             |             |
| Votes valides            | Votes valides               | Votes valides            | Votes valides            | 36 110       | 97,39        | 35 552      | 95,41       |
| Votes blancs             | Votes blancs                | Votes blancs             | Votes blancs             | 592          | 1,60         | 1 204       | 3,23        |
| Votes nuls               | Votes nuls                  | Votes nuls               | Votes nuls               | 376          | 1,01         | 506         | 1,36        |
| Total                    | Total                       | Total                    | Total                    | 37 078       | 100          | 37 262      | 100         |
| Abstention               | Abstention                  | Abstention               | Abstention               | 15 232       | 29,12        | 15 045      | 28,76       |
| Inscrits / participation | Inscrits / participation    | Inscrits / participation | Inscrits / participation | 52 310       | 70,88        | 52 307      | 71,24       |

La suppléante de Jean-Yves Bony est Marina Besse.